# Zolessia cuprea
Zolessia cuprea is een vlinder uit de familie van de Apatelodidae. De wetenschappelijke naam van de soort is voor het eerst geldig gepubliceerd in 1901 door William James Kaye.